# Maurizio Vincioni
Maurizio Vincioni (Roma, 3 settembre 1966) è un allenatore di calcio ed ex calciatore italiano, di ruolo difensore.

## Carriera

### Giocatore
Cresciuto calcisticamente nel vivaio della Roma, debutta fra i professionisti a 19 anni con la maglia dell'Ancona in Serie C1, categoria dove resta per tre stagioni fino alla promozione dei dorici in Serie B nel 1988, restando quindi nel capoluogo marchigiano per le due successive stagioni cadette.
Nel 1990 approda alla Reggina, ancora in Serie B, dove al primo anno retrocede in Serie C1, categoria nella quale milita per le seguenti quattro stagioni, fino alla nuova promozione nel 1995, alla quale segue la sua ultima stagione fra i cadetti.
Dal 1996 gioca in Serie C2 con il Livorno, che al primo tentativo aiuta a salire in Serie C1, rimanendovi poi l'anno seguente.
In seguito indossa le maglie di Modena (un anno), Viterbese (mezza stagione) e L'Aquila (tre anni), sempre in Serie C1, prima di lasciare il calcio professionistico.
In totale ha giocato 125 partite (con 2 reti) in Serie B.

### Allenatore
Nel 2009 è vice allenatore alla Cavese
Nella stagione 2011-2012 allena il Città di Monterotondo nel campionato di Promozione laziale. Il 27 maggio 2012 porta il Città di Monterotondo in Eccellenza dopo sette anni.
Il 10 settembre 2012, a causa delle sconfitte nelle prime due giornate di campionato, viene esonerato.
Nel 2016 è vice allenatore al Taranto
Nella stagione 2016-2017 ha allenato il Real Monterotondo Scalo, squadra militante in Eccellenza.

## Palmarès
- Campionato italiano Serie C1: 2

Ancona: 1987-1988
Reggina: 1994-1995